# Georg Geitzkofler
Georg Geitzkofler, auch Görg, Jorg oder Jörg bzw. Georg Geizkofler von Reifenegg (* 2. Oktober 1526 in Sterzing; † 14. Juli 1577 in Sankt Joachimsthal), war ein böhmischer Münzmeister, frühneuzeitlicher Unternehmer und kaiserlicher Einnehmer.

## Familie

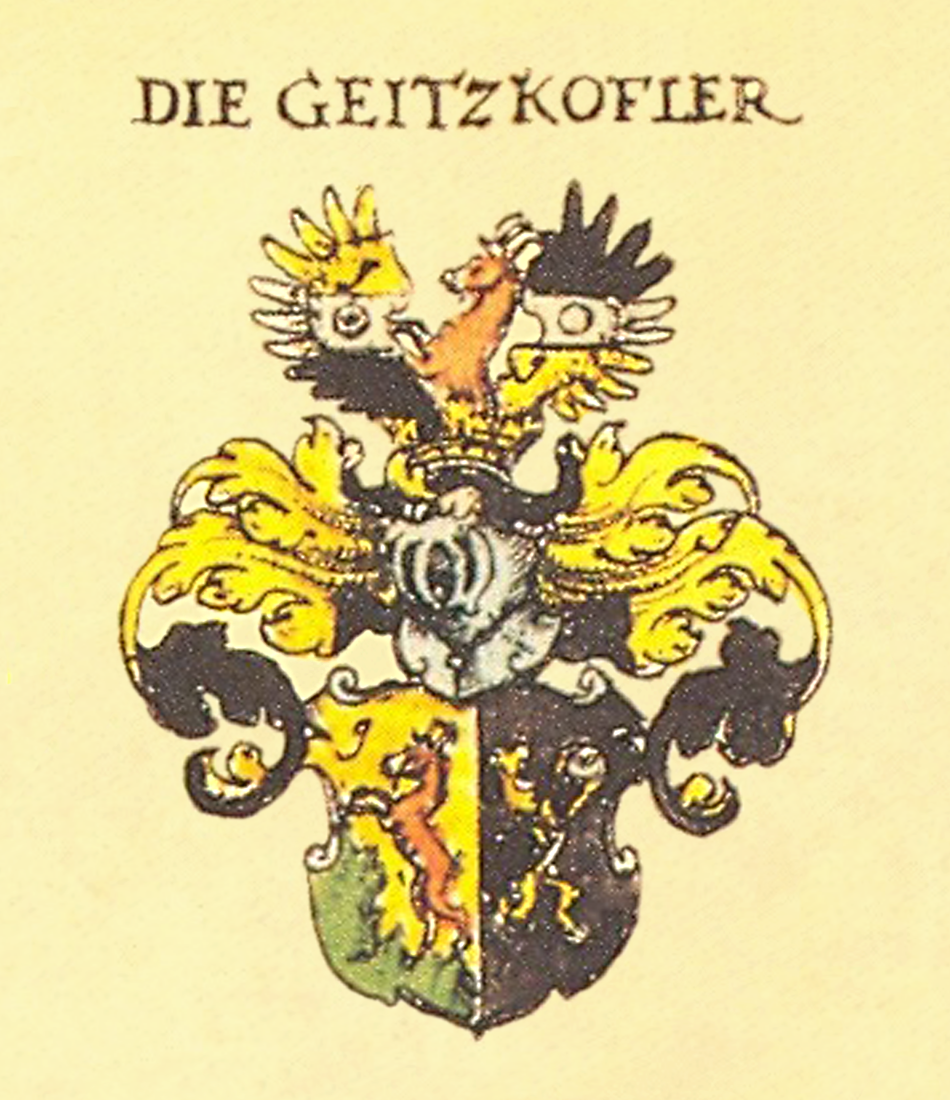
Wappen der Geitzkofler in Johann Siebmachers Wappenbuch

Die Familie Gei(t)zkofler war seit dem 13. Jahrhundert in der Stadt Sterzing in Südtirol beheimatet. Dort betrieb sie zunächst ein Gasthaus und eine Handlung. Ab Anfang des 15. Jahrhunderts führte sie ihre Tätigkeit als Gewerken in die städtische Oberschicht. Gleichzeitig vernetzte sie sich mit Tiroler und Augsburger Gewerkenfamilien. Hans Geizkofler († 1457) betätigte sich erstmals im Bergbau.
Georg war der älteste Sohn des Sterzinger Gutsbesitzers, Gewerkes und Amtmanns Johann (Hans) Geizkofler von Reifenegg (1498–1563) und der Barbara, Tochter des kaiserlichen Rats und obersten Zeugmeisters Hans Kugler von Hohenfirnberg. Er hatte 15 Geschwister, davon elf Brüder, darunter Kaspar (1531–1575), der als Hofkammersekretär Maximilian II. diente, und Lucas (1550–1620), der in Augsburg Rechtsanwalt im Dienste der Fugger war.
Georg Geitzkofler war in erster Ehe mit Barbara Ender, in zweiter Ehe mit Ursula, Tochter des Münzmeisters Ruprecht Pullacher, und in dritter Ehe mit Ursula Röling verheiratet. Er hatte eine Tochter, Catharina (1552–1589).

## Leben und Wirken
Der aus Tirol stammende Georg Geitzkofler war zunächst als Wardein tätig. 1563 starb sein Schwiegervater Ruprecht Pullacher, der bisherige Joachimsthaler Münzmeister, und nach einer Übergangszeit, während der dessen Bruder Wolfgang das Münzamtgeschäft weiterführte, wurde Geitzkofler unter Maximilian II. zum kaiserlichen Einnehmer und Münzmeister von Joachimsthal ernannt. Für Geitzkoflers „getreuen, ehrlichen, aufrichtigen und nuzlichen Diennst“ sprach der Kaiser ihm und seinen Erben 1570 den jährlichen Bezug von 50 Gulden zu.
Geitzkofler verwendete von 1562 bis 1573 ein phi-förmiges Münzmeisterzeichen (Φ) und von 1573 bis 1576 das sprechende Münzmeisterzeichen Kopf einer Geiß (Geitz, Gems), das er seinem Wappen entnommen hatte. Dadurch sind die während seiner Amtszeit vom Joachimsthaler Münzhaus herausgebrachten Münzen (Taler) einfach zu erkennen. Neben Münzen mit dem Abbild von Maximilian II. sind von ihm unter anderem Rechenpfennige (Jetons) bekannt, die anlässlich seiner Hochzeitstage und als Freundschaftsbezeugung zu dem Berghauptmann Ullrich Dreiling (Ulrich Dreyling) geprägt wurden. Georg Geitzkoflers Grabstein lag in der Joachimsthaler Stadtkirche, links vom Hochaltar, neben dem seines Bruders Kaspar. Diese wurden beim Wiederaufbau der Kirche 1874/75 jedoch zerstört. Geitzkoflers Wappen war an einem Säulenkapitell der Stadtkirche angebracht.

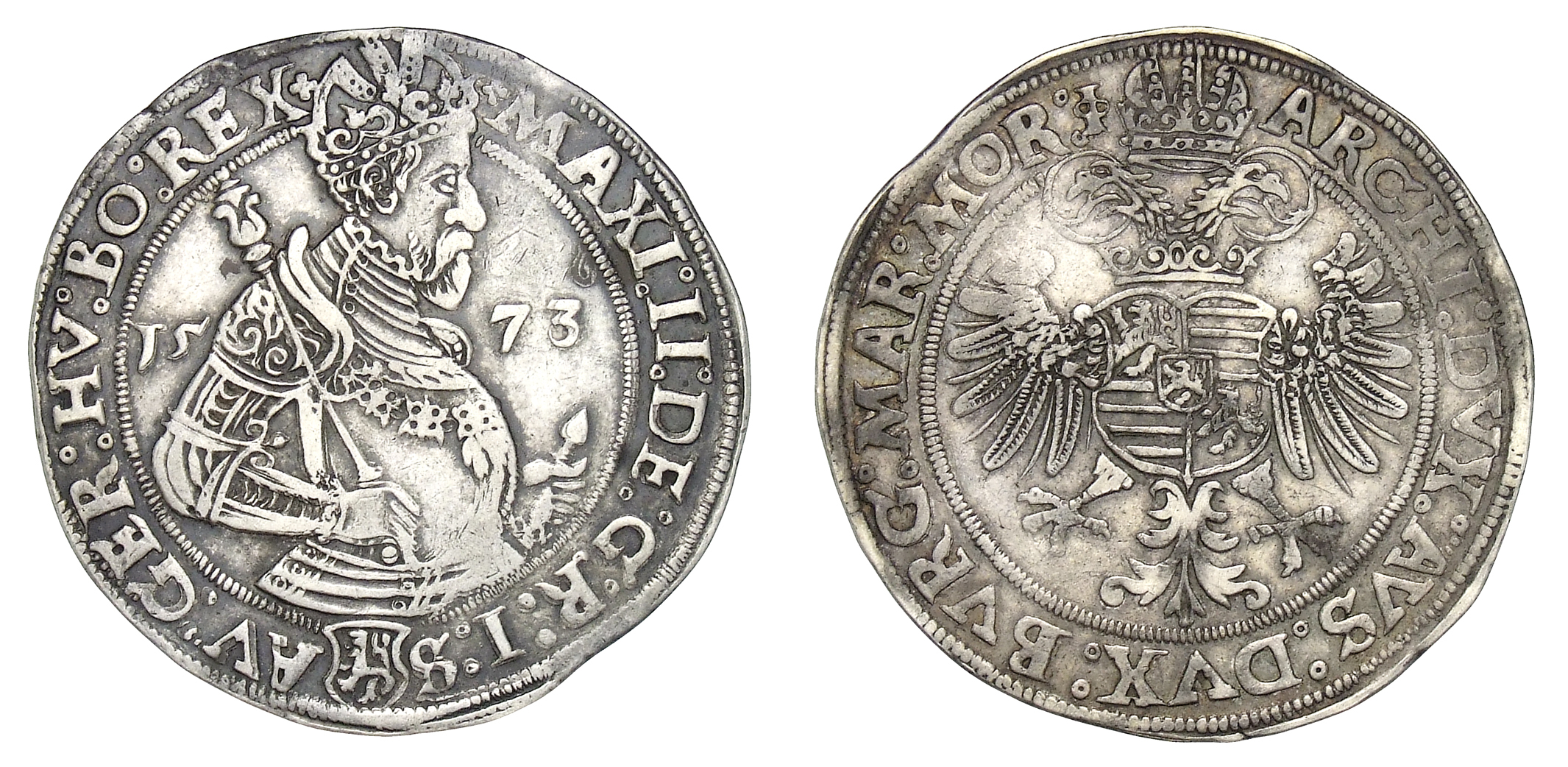
Silbertaler Heiliges Römisches Reich: Maximilian II. Am Abschluss der Umschrift Georg Geitzköflers Münzmeisterzeichen.

Außer als Münzmeister war er als Hüttenbesitzer auch als bergbaulicher Unternehmer tätig. Eine enge Freundschaft verband ihn mit dem Berghauptmann Ulrich Dreiling, von der auch eine eigene Münze kündete.

## Werke (Auswahl)
- Raitpfennig, Kupfer, 1565, 2,18 g, 23 mm, Münzkabinett der Staatlichen Kunstsammlungen Dresden (ehemalige Münzsammlung Horn)[9]
- Rechenpfennig, Kupfer, 1569, 2 g, 23 mm, Germanisches Nationalmuseum[10]
- Heiliges Römisches Reich: Maximilian II., Silbertaler, 1573, 28,81 g, 43 mm, Münzkabinett der Staatlichen Museen zu Berlin, Ausstellung im Bode-Museum[11]